# Kekenboschiella marijkeae
Kekenboschiella marijkeae là một loài nhện trong họ Mysmenidae.
Loài này thuộc chi Kekenboschiella. Kekenboschiella marijkeae được L. Baert miêu tả năm 1982.